# Cậu bé người gỗ Pinocchio
Pinocchio là một bộ phim hư cấu của Ý năm 2019 do Matteo Garrone đồng sáng tác và đạo diễn, dựa trên cuốn sách năm 1883  Cuộc phiêu lưu của Pinocchio  của tác giả người Ý Carlo Collodi. Hình ảnh chú bé người gỗ Pinocchio đã trở nên nổi tiếng từ những trang sách trong câu chuyện của nhà văn Carlo Collodi.
Bộ phim đã nhận được 15 đề cử trong phiên bản năm 2020 của David di Donatello Awards  thắng năm giải: Bộ trang phục và trang trí đẹp nhất, Trang phục đẹp nhất, Trang điểm đẹp nhất, Thiết kế tóc tốt nhất và Hiệu ứng hình ảnh tốt nhất.

## Cốt truyện
Geppetto là một lão thợ mộc nghèo già yếu. Trong một lần đi ra đường, ông bắt gặp một đoàn xiếc với những con rối xấu xí ở bên trong. Chính vì vậy ông liền nảy ra ý tưởng sẽ tạo ra những con rối xinh đẹp để bán cho gánh xiếc kiếm tiền. Ông bèn tới nhà một người buôn gỗ và may mắn xin được một khúc gỗ kỳ dị. Với lòng yêu nghề của mình, ông quên ăn quên ngủ và tạc ra Chú bé người gỗ Pinocchio. Điều tuyệt vời là chú rối này có khả năng nói chuyện như con người và cũng hiếu động, lì lợm như những đứa trẻ cùng trang lứa khác. Tuy chỉ là một con rối nhưng trông Pinocchio rất giống một cậu bé trong sáng, ngây thơ. Cậu rất hiếu kỳ, có những suy nghĩ giản đơn, do không bền chí và không có chủ kiến nên thường khó vượt qua được những cám dỗ. Chính vì thế mà quá trình phát triển của cậu vô cùng gian nan và không hề bằng phẳng. Cậu càng muốn làm vui lòng người cha của mình thì lại càng thường xuyên phạm phải những sai lầm. Câu chuyện kể về cuộc hành trình gian nan đầy rẫy những thử thách của cậu bé người gỗ Pinocchio với khao khát trở thành người thật.